# 二臭化硫黄
二臭化硫黄（英語: Sulfur dibromide、化学式: SBr2）は毒性のある気体である無機化合物である。
二臭化硫黄は二塩化硫黄と臭化水素の反応により合成されるが、標準状態ではすぐにより安定な二臭化二硫黄と臭素に分解するため、二臭化二硫黄との混合物からは分離できない。また、二塩化硫黄のように加水分解すると臭化水素と二酸化硫黄と硫黄に分解される。